# Order Przyjaźni Narodów

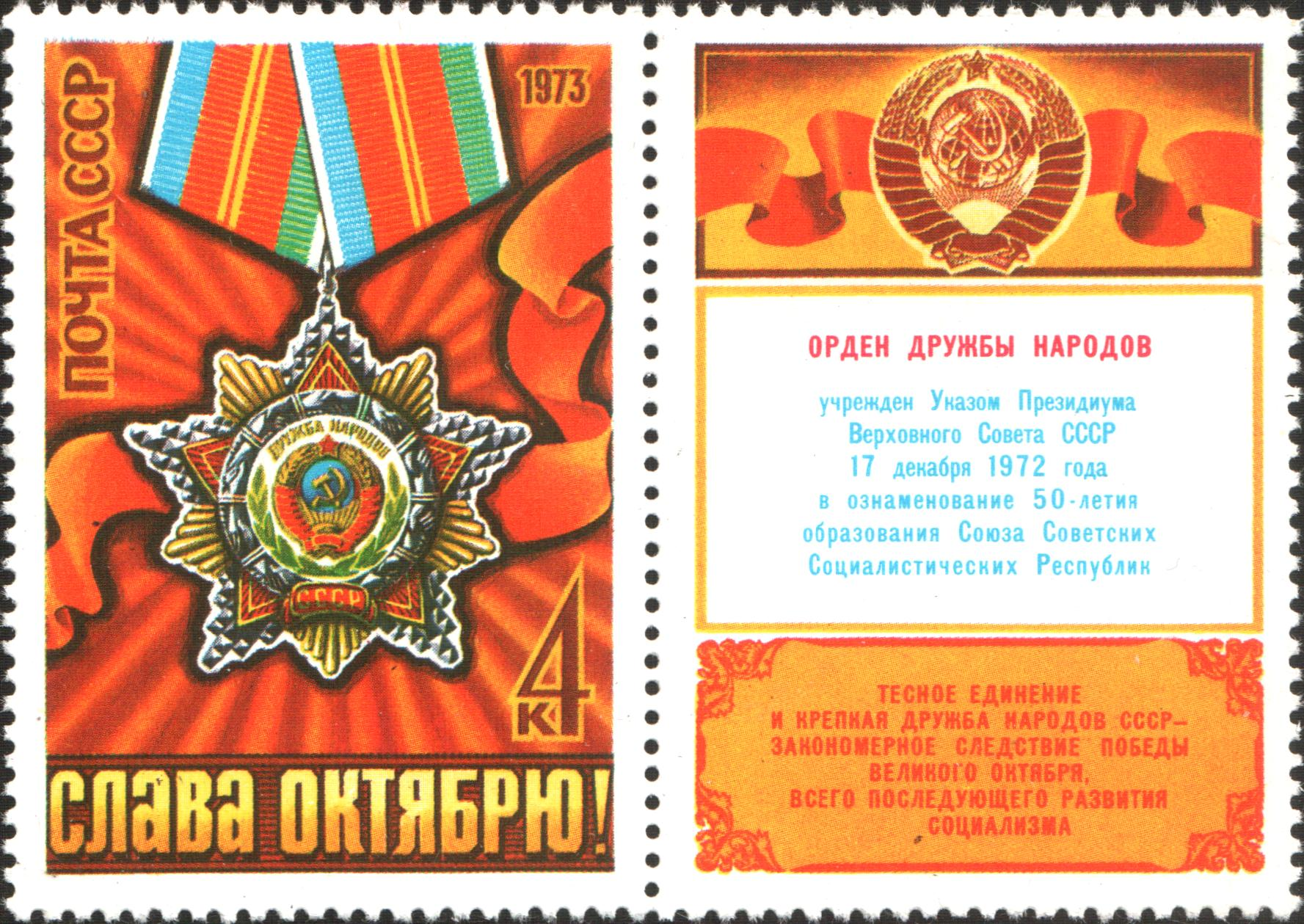
Radziecki znaczek pocztowy z wizerunkiem Orderu Przyjaźni Narodów z 1973 roku

Order Przyjaźni Narodów (ros. Орден Дружбы народов) – ustanowiony  dekretem Prezydium Rady Najwyższej ZSRR z 17 grudnia 1972 roku, w 50. rocznicę utworzenia ZSRR. Statut orderu był zmieniony dekretem Prezydium Rady Najwyższej ZSRR z 18 lipca 1980 roku. Nadawanie orderu zostało zakończone w czerwcu 1993 roku.

## Statut orderu
Order został ustanowiony dla nagradzania wybitnych zasług w dziedzinie umacniania przyjaźni i braterskiej współpracy socjalistycznych narodów i narodowości, za znaczący wkład gospodarczy oraz społeczno-polityczny rozwój ZSRR i republik związkowych.
Orderem mogą być nagradzani:
- obywatele ZSRR,
- przedsiębiorstwa, instytucje, organizacje, jednostki wojskowe i związki taktyczne, republiki związkowe i autonomiczne, kraje, obwody, republiki autonomiczne, obwody autonomiczne i miasta.

Orderem mogą być też nagrodzone osoby nie będące obywatelami ZSRR.
Order Przyjaźni Narodów jest nadawany:
- za wybitny wkład w umacnianie przyjaźni i braterskiej współpracy socjalistycznych narodów i narodowości,
- za wybitne osiągnięcia w dziedzinie rozwoju gospodarki narodowej ZSRR i republik związkowych,
- za szczególnie owocną działalność na rzecz rozwoju nauki, zbliżenia kultur socjalistycznych narodów i narodowości, aktywne uczestniczenie w wychowaniu ludzi radzieckich w duchu internacjonalizmu proletariackiego, oddania i wierności radzieckiej ojczyźnie,
- za szczególne zasługi w umacnianiu siły obronnej ZSRR,
- za wybitne zasługi na rzecz umacniania braterskiej przyjaźni i współpracy krajów socjalistycznych, umacniania pokoju i przyjacielskich stosunków między narodami.

Order nosi się na lewej piersi w kolejności za Orderem Czerwonego Sztandaru Pracy a przed Orderem „Znak Honoru”.

## Opis odznaki orderu
Order Przyjaźni Narodów wykonany jest ze srebra i przedstawia lekko wypukłą, pozłacaną, pokrytą ciemno-czerwoną emalią pięcioramienną gwiazdę, obramowaną pięcioma pękami rozchodzących się złocistych promieni. W centralnej części gwiazdy jest umieszczone pozłacane godło państwowe ZSRR. Elementy godła pokryte są kolorową emalią. Poniżej godła znajduje się pozłacana, pokryta ciemno-czerwoną emalią wstęga z napisem: „CCCP”. Pomiędzy godłem a okalającym go kręgiem – na tle białej emalii – w górnej części umieszczony jest napis: „Дружба народов”, a w środkowej i dolnej części białego pola są liście laurowe, pokryte zieloną emalią. 
Order jest noszony na wielobarwnej wstążce.

## Nadania
Order Przyjaźni Narodów nadany był po raz pierwszy 29 grudnia 1972 roku. W tym dniu dekretem Prezydium Rady Najwyższej ZSRR zostały odznaczone wszystkie republiki związkowe ZSRR, wszystkie republiki autonomiczne i obwody autonomiczne oraz okręgi narodowościowe. Ogólna liczba nadań w tym dniu wyniosła 53. Orderem Przyjaźni Narodów nr 1 został odznaczony sztandar Rosyjskiej FSRR. Pierwsi obywatele nagrodzeni orderem - to grupa 199 pracowników radzieckiego lotnictwa cywilnego 9 lutego 1973 roku. 
Drugim cudzoziemcem odznaczonym orderem był generał Wojciech Jaruzelski (pierwszym cudzoziemcem był minister spraw zagranicznych tymczasowego rządu Republiki Wietnamu Południowego).
12 października 1973 roku, z okazji 30-lecia ludowego Wojska Polskiego z rąk ministra obrony ZSRR, Marszałka Związku Radzieckiego Andrieja Grieczki order ten otrzymali: Marszałek Polski Michał Rola-Żymierski, gen. broni Józef Urbanowicz, gen. dyw. Florian Siwicki, gen. dyw. Tadeusz Tuczapski, gen. dyw. Włodzimierz Sawczuk, gen. dyw. Zbigniew Nowak, gen. dyw. Mieczysław Obiedziński, gen. dyw. Teodor Kufel, gen. dyw. Zygmunt Zieliński, gen. dyw. Sylwester Kaliski, gen. dyw. Tadeusz Hupałowski, gen. dyw. dr Józef Baryła, gen. dyw. Józef Kamiński, gen. dyw. Wojciech Barański, gen. dyw. Włodzimierz Oliwa, gen. dyw. pil. Roman Paszkowski, wiceadmirał Ludwik Janczyszyn, gen. bryg. pil. Henryk Michałowski, gen. dyw. Michał Stryga, gen. dyw. Franciszek Księżarczyk oraz gen. broni w st. spocz. Zygmunt Berling. Tego samego dnia w godzinach popołudniowych z rąk ambasadora ZSRR w Polsce Stanisłaua Piłotowicza order otrzymali m.in. gen. bryg. Władysław Mróz, gen. bryg. Wacław Jagas oraz płk Michał Janiszewski.
Ostatnie nadanie orderu miało miejsce 21 grudnia 1991 roku, czyli pięć dni przed ostatecznym rozpadem ZSRR.
Ogólna liczba nadań do 21 grudnia 1991, kiedy to definitywnie zakończono nadawanie orderu – wyniosła 72 760.